# IPMA Individual Competence Baseline (IPMA ICB)
IPMA Individual Competence Baseline (IPMA ICB) — стандарт, описывающий международные требования к компетентности специалистов по управлению проектами, разработанный международной ассоциацией управления проектами IPMA.
Стандарт используется в качестве основы для международной сертификации специалистов по управлению проектами по четырехуровневой системе 4LC, которую IPMA реализует с 1999 года. 
Для стран-членов IPMA версии 1, 2, 3 стандарта IPMA ICB являлись основой для разработки национальных сводов знаний. Версия 4 этого стандарта создается для стран-членов IPMA в прямом переводе. Русский перевод 4 версии стандарта подготовлен в 2019 году Ассоциацией управления проектами "СОВНЕТ", представляющей Россию в IPMA.

## Назначение
В 1998 году на съезде Совета делегатов IPMA была утверждена концепция универсальной международной системы сертификации профессионалов по управлению проектами. Для решения задач профессиональной сертификации нужен был стандарт, устанавливающий нормы и требования к компетентности специалистов, необходимой им для успешного прохождения сертификации. Такие требования были определены путем систематизации накопленного к тому времени опыта в области управления проектами и описаны в ICB. Основное назначение стандарта – установить международные общепринятые требования к знаниям, умениям и качествам, необходимым руководителям (менеджерам) для управления современными проектами, программами или портфелями проектов (или для работы в команде). 
На сегодняшний день стандарт является общепринятым базовым документом, установок которого обязаны придерживаться все национальные ассоциации-члены Международной ассоциации управления проектами IPMA при проведении международной сертификации специалистов по управлению проектами.

## Основные принципы
В основе стандарта лежит компетентностный подход: стандарт описывает набор ключевых элементов компетентности, которые в целом составляют компетентность руководителя (менеджера) проектов.
IPMA ICB выделяет три группы элементов компетентности в управлении проектами, программами и портфелями: технические, персональные и социальные, и контекстуальные. Группа технических элементов компетентности предназначена для описания всех процессов управления проектами, программами и портфелями по всем функциональным областям. Группа персональных и социальных элементов компетентности предназначена для описания элементов, характеризующих личностные качества и навыки руководителя, важные для организации управления и взаимодействия в командах проектов, программ и портфелей проектов. Группа контекстуальных элементов компетентности предназначена для описания элементов, относящихся к окружению проекта.

## История
IPMA ICB создан на основе национальных требований к компетентности (англ. National Competence Baseline) следующих национальных ассоциаций по управлению проектами: АРМ (Великобритания), VZPM (Швейцария), GPM (Германия), AFITEP (Франция). 
- Первая версия стандарта IPMA ICB, V. 1.0. была опубликована в 1998 году.
- С 1999 года действовала вторая версия стандарта IPMA ICB, V. 2.0.
- В марте 2006 года вышла редакция IPMA ICB  — 3.0.
- Осенью 2015 года была утверждена версия 4.0 стандарта IPMA ICB.

## Практическая ценность и значимость
- Стандарт может являться основой для описания компетентности специалистов по управлению проектами, программами и портфелями проектов в целом.
- Стандарт может служить «каркасом» для создания различных моделей компетентности специалистов по управлению проектами для различных стран, предметных областей и конкретных организаций, а также основой для разработки различных образовательных программ подготовки специалистов по управлению проектами, программами и портфелями проектов.